# Marilyn Manson
Marilyn Manson, pseudonimo di Brian Hugh Warner (Canton, 5 gennaio 1969), è un cantautore, produttore discografico e attore statunitense,   noto per essere il frontman della band omonima, della quale è fondatore e unico membro stabile.
Il suo nome d'arte è stato creato accostando il nome e il cognome di due figure iconiche statunitensi degli anni sessanta (l'attrice Marilyn Monroe e il criminale Charles Manson) al fine di sottolineare la bizzarra dicotomia della società come una critica e contemporaneamente un elogio nei confronti degli Stati Uniti e della loro cultura. I suoi comportamenti controversi e le polemiche dovute ai suoi testi e video musicali lo hanno portato ad avere grande impatto sul pubblico e sull'immaginario collettivo.

## Biografia

### Infanzia e adolescenza

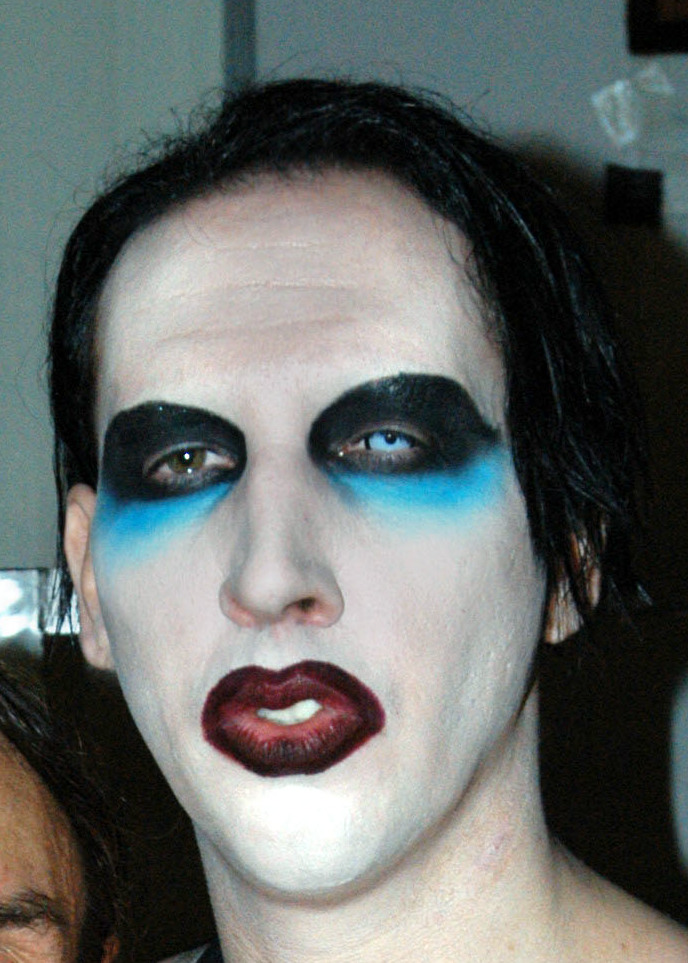
Marilyn Manson nel 2003

Nasce in Ohio, unico figlio di Barb Wyer e Hugh Warner: ha ascendenze polacche e tedesche dalla parte del padre ed è lontano parente del commentatore politico conservatore Pat Buchanan. Fin dall'infanzia ha avuto una vita piuttosto strana e molto movimentata: nella sua autobiografia La mia lunga strada dall'inferno racconta delle perversioni sessuali del nonno (tra cui zoofilia e sadomasochismo) delle quali viene a conoscenza, insieme a suo cugino Chad, trovando nella cantina di casa riviste pornografiche di ogni tipo, falli finti, film a luci rosse e biancheria intima da donna. La cantina del nonno rappresentava per lui un luogo oscuro e infernale, che lo spaventava molto ma che al tempo stesso lo incuriosiva.
Da piccolo frequenta la Chiesa Episcopale della madre, nonostante suo padre fosse cattolico. Frequenta la Heritage Christian School di Canton dalla prima alla decima classe: in quella scuola molte cose erano proibite, persino mangiare dolci, essendovi regole ferree di comportamento riguardo al modo di vestire, al fatto di tenere gli armadietti senza lucchetto e alla musica da ascoltare. Gli insegnanti erano paranoici verso tutto ciò che secondo loro riconducesse al demonio. Incutevano terrore agli allievi con la venuta dell'Apocalisse, e quindi dell'Anticristo, che diviene ben presto la principale fonte di incubi del piccolo Brian. Questi e tanti altri piccoli episodi lo portano ad odiare quella scuola tanto da provare a farsi espellere, nonostante il disappunto dei propri genitori. Comincia così a spacciare dolci e produrre un giornalino pseudo-pornografico-satirico, ma tutto quello che ottiene da queste provocazioni è solo qualche giorno di sospensione. Non si arrende ed escogita una nuova trasgressione: comincia a produrre e vendere a prezzi assurdi nastri con canzoni rock di Alice Cooper e Black Sabbath (artisti molto amati da Brian e malvisti dalla maggior parte delle persone che all'epoca lo circondavano) che poi ruba ai ragazzi ai quali li aveva venduti (gli armadietti non avevano i lucchetti) e che successivamente rivende; ma anche per questo episodio gli viene data solo una sospensione. La sua ultima trovata è quella di mettere uno dei falli finti del nonno nel cassetto della sua maestra, ma nonostante ciò non riesce a farsi trasferire in un'altra scuola.
Brian infine capisce che non lo avrebbero mai espulso, dato che era uno dei pochi che poteva permettersi di pagare per intero la retta scolastica. Solo in seguito riuscirà a convincere i genitori a mandarlo in una scuola pubblica, quando lui e la propria famiglia si trasferiscono in Florida, a Fort Lauderdale. Consegue il diploma alla GlenOak High School nel 1987 e nel 1990 si iscrive al Broward College di Fort Lauderdale. Per raggiungere la desiderata laurea in giornalismo comincia a scrivere articoli a tema musicale per una rivista della Florida del Sud, 25th Parallel. Grazie a questo impiego riesce a incontrare e intervistare molti musicisti con i quali la sua futura band si sarebbe confrontata, tra cui i My Life with the Thrill Kill Kult, The Perfect e Trent Reznor dei Nine Inch Nails.

### Il matrimonio con Dita von Teese ed il divorzio

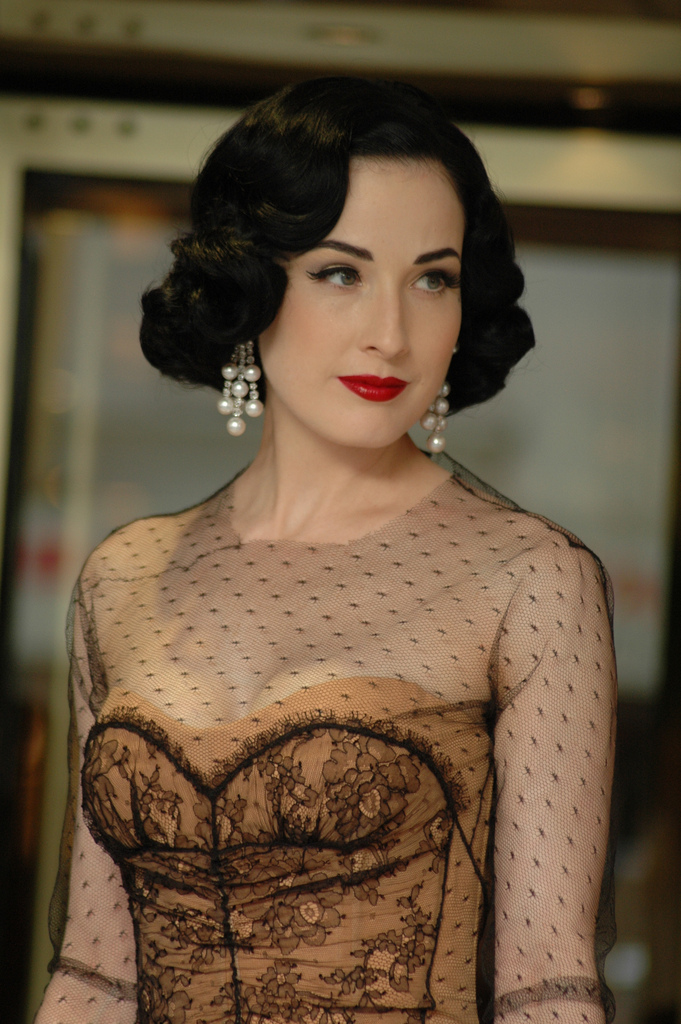
Dita von Teese, ex moglie di Marilyn Manson

Il 28 novembre 2005, dopo circa 5 anni di relazione, ha sposato la modella burlesque Dita von Teese con una cerimonia privata nella loro casa; una cerimonia più sontuosa si tenne il 3 dicembre dello stesso anno al Gurteen Castle, nella contea di Tipperary, in Irlanda, a casa dell'amico della coppia Gottfried Helnwein. Il matrimonio fu officiato dal regista surrealista Alejandro Jodorowsky. Il 30 dicembre 2006 Dita von Teese chiese il divorzio a causa di "divergenze inconciliabili".
ET.com e la rivista People annunciarono che Manson stava in realtà avendo incontri extraconiugali con l'allora diciannovenne attrice Evan Rachel Wood, che avrebbe dovuto recitare nel suo film Phantasmagoria: The Visions of Lewis Carroll e che apparve nel 2007 nel videoclip del singolo Heart-Shaped Glasses. La relazione fu confermata dalla stessa von Teese in un'intervista con il Sunday Telegraph: «Ho l'impressione che lui pensasse che non lo supportassi, ma la verità è che non supportavo il suo stile di vita e arrivò qualcun'altra che invece lo faceva». L'abuso di alcolici da parte di Manson e la distanza tra i due furono inoltre citati come cause della rottura. La sentenza di divorzio fu emessa presso la Corte Superiore di Los Angeles il 27 dicembre 2007.

### Le cause legali
Nel settembre 1996, l'ex bassista della band di Manson Gidget Gein negoziò un accordo con il cantante, grazie al quale avrebbe ricevuto 17.500 dollari in contanti, il 20% delle royalty pagate per ogni canzone da lui registrata o composta e la sua parte di ogni guadagno ottenuto dal gruppo quando ne era componente fisso; inoltre, l'accordo permetteva a Gein di dichiararsi ex componente dei Marilyn Manson. Questo patto, in ogni caso, non è stato onorato: l'ex chitarrista e membro fondatore della band Daisy Berkowitz intentò una causa da 15 milioni di dollari presso una corte di Fort Lauderdale contro il cantante, il gruppo e l'avvocato del gruppo David Codikow nel mese di gennaio 1998, in merito al suo addio forzato alla band nella primavera 1996.
Daisy affermò di essere stato raggirato dalla band per "migliaia di dollari in royalties, diritti e guadagni dai concerti"; intentò inoltre una causa contro Codikow per negligenza, sostenendo che "Codikow ha rappresentato più gli interessi di Warner che non quelli della band e ha dato a Warner un controllo sproporzionato sul nome della band, sulle registrazioni, sul merchandising e sui proventi dei concerti". A ottobre dello stesso anno, la causa fu chiusa dalla corte per una cifra che non fu mai resa nota.
Il 30 novembre 1998, pochi giorni dopo che la band aveva causato "[un] totale [di] oltre 25.000 dollari" di danni al backstage e alla stanza di hotel durante la tappa di Poughkeepsie del Mechanical Animals Tour, il giornalista di Spin Craig Marks intentò una causa da 24 milioni di dollari contro Manson e le sue guardie del corpo per una presunta aggressione nei suoi confronti e la minaccia di uccidere la sua famiglia. Secondo un'intervista di Marks rilasciata al New York Post, l'episodio si verificò in seguito al disappunto di Manson dopo aver saputo che la rivista aveva rinnegato la promessa di dedicare la copertina del numero di gennaio 1998 alla band e alla sua storia. Secondo Marks, il cambio all'ultimo minuto avvenne a causa del fatto che il disco di Manson non stava vendendo bene. Il Post descrisse il giornalista come "malconcio". Manson, dal canto suo, affermò:
(Marilyn Manson)
Il 19 febbraio 1999, Manson citò a sua volta in giudizio Marks per diffamazione e calunnia. Il cantante chiese 40 milioni di dollari di risarcimento, affermando che le dichiarazioni di Marks erano false e "fatte con cattiveria, odio e ostilità personale". Stando all'accusa, le dichiarazioni di Marks avrebbero "pesantemente danneggiato e offeso la reputazione e la posizione [di Manson] nella professione della musica, nell'industria musicale e dell'intrattenimento, nella sua comunità e nel pubblico in generale", e l'avrebbero sottoposto a "grande vergogna, umiliazioni e offese". Per quanto riguarda l'incidente di Poughkeepsie, Manson in seguito si scusò e si offrì di risarcire i danni provocati.
In un'altra battaglia civile, David Diaz, responsabile della sicurezza per il concerto a Minneapolis del 27 ottobre 2000, chiese un risarcimento di 75.000 dollari presso una corte federale di Minneapolis. La corte, in ogni caso, si espresse in favore di Manson. In una causa civile presentata dalla Contea di Oakland in Michigan, Manson fu accusato di cattiva condotta sessuale nei confronti di un altro ufficiale di sicurezza, Joshua Keasler, durante il concerto di Clarkston del 30 luglio 2001. La Contea di Oakland accusò inizialmente il cantante di aggressione e condotta sessuale criminosa, ma il giudice ridusse l'accusa a reato minore di cattiva condotta. Manson non impugnò la sentenza, accettando di pagare una mora di 4.000 dollari, per raggiungere successivamente un accordo con condizioni non specificate.
Il 3 aprile 2002 Maria St. John intentò una causa presso la Corte Superiore di Los Angeles, accusando Manson di aver procurato cocaina a sua figlia, Jennifer Syme, e di averle insegnato a guidare sotto i suoi effetti. Dopo essere stata a una festa a casa di Manson, fu dato alla Syme un passaggio per tornare a casa; Manson afferma che fu portata a casa da un autista. Una volta a casa, la ragazza si mise al volante del suo stesso veicolo e morì sul colpo quando si schiantò con tre automobili parcheggiate. Manson ha affermato che non c'erano droghe o alcol alla festa. Il legale di St. John domandò: "[se] non c'erano drink né droghe, perché mai la ragazza avrebbe avuto bisogno di un autista?". Dalla sentenza emerse che Syme stava tornando alla festa su richiesta di Manson quando fece l'incidente. Il caso, BC271111, fu chiuso il 29 maggio 2003.
Il 2 agosto 2007, l'ex componente del gruppo Stephen Bier intentò una causa contro Manson, sostenendo che quest'ultimo non lo avesse pagato per il lavoro svolto per il gruppo, e chiedendo 20 milioni di dollari di risarcimento. Molti dettagli riguardanti la causa finirono in mano alla stampa. Nel novembre 2007 furono aggiunte ulteriori accuse nei confronti di Manson, secondo le quali il cantante avrebbe utilizzato i soldi della band per acquistare lo scheletro di un bambino e maschere fatte con pelle umana, oltre ad animali imbalsamati, come un orso grizzly e due babbuini, e una collezione di cimeli nazisti. Nel dicembre 2007 Manson controbatté, sostenendo che Bier non adempì ai suoi impegni come componente della band rifiutandosi di suonare in sala di registrazione e di promuovere il gruppo. Il 28 dicembre 2009 il caso si chiuse con un accordo che prevedeva il pagamento di 380.000 dollari ai legali di Bier, di cui 175.000 dollari furono pagati dall'assicurazione di Manson, mentre la quota rimanente fu pagata dagli ex manager di Bier, stando a quanto rivelato dal legale di Manson, Howard King.

## L'attività artistica

### Carriera musicale

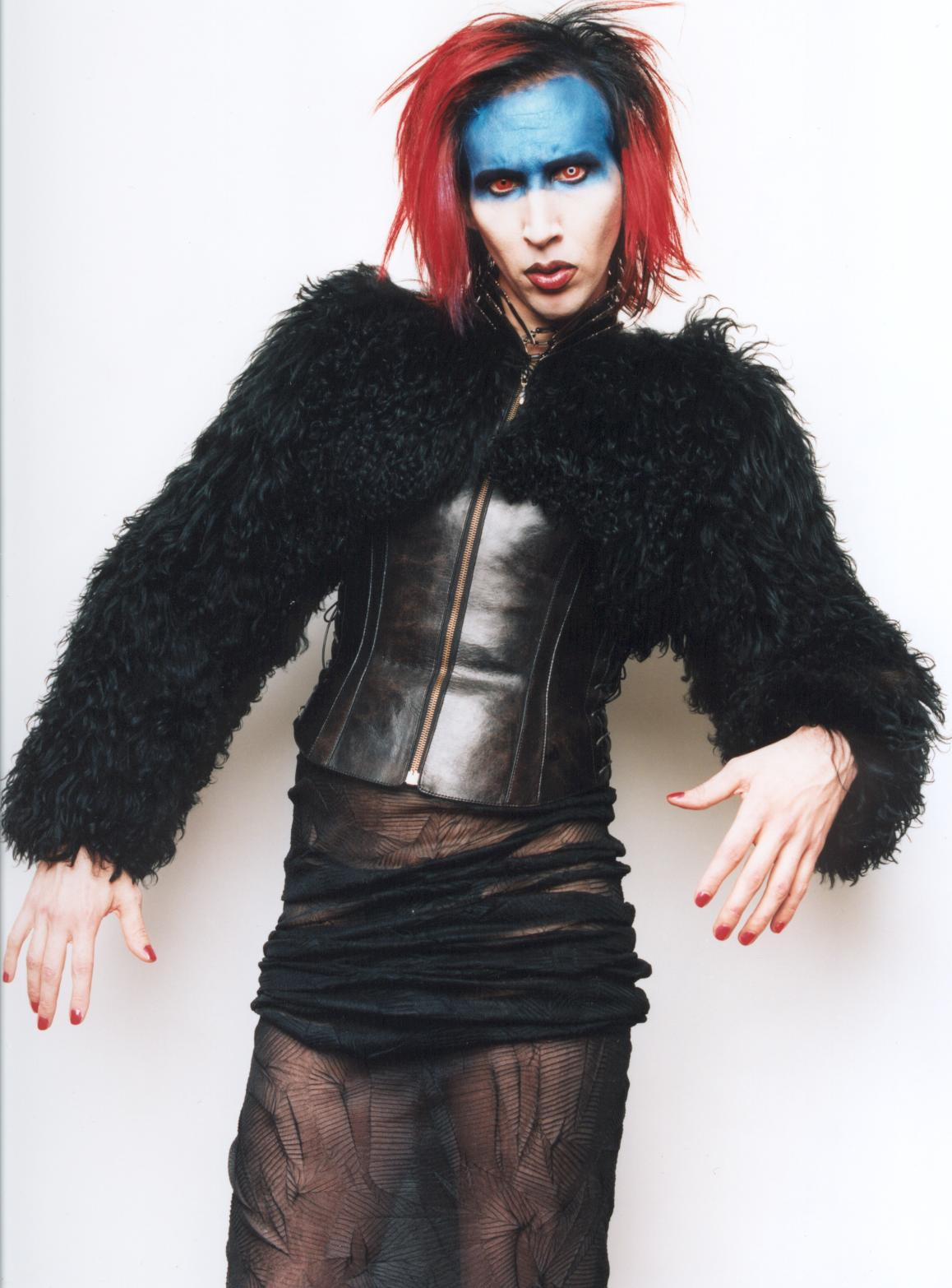
Marilyn Manson durante il periodo di Mechanical Animals

Manson formò insieme al chitarrista Scott Putesky i Marilyn Manson & the Spooky Kids in Florida nel 1989 (il nome del gruppo sarà poi accorciato semplicemente in Marilyn Manson nel 1992). Mentre era impegnato con gli Spooky Kids, fu coinvolto insieme a Jeordie White e Stephen Gregory Bier Jr. in due progetti paralleli: i Satan on Fire, un finto gruppo di christian metal in cui suonava il basso, e i Mrs. Scabtree, band formata con White e la sua allora fidanzata Jessicka (ai tempi vocalist dei Jack Off Jill) allo scopo di aggirare alcune clausole contrattuali che proibivano ai Marilyn Manson di suonare in certi locali.
Nell'estate 1993, la band fu notata da Trent Reznor, che produsse il disco di debutto del gruppo, Portrait of an American Family, tramite la sua casa discografica, la Nothing Records. La band cominciò a diventare un fenomeno cult a livello locale, che crebbe con l'uscita di Smells Like Children nel 1995. Il disco conteneva infatti la prima grande hit del gruppo, Sweet Dreams (Are Made of This), cover del successo degli Eurythmics datato 1983.
Il secondo disco dei Marilyn Manson, Antichrist Superstar (co-prodotto da Trent Reznor) ebbe un successo persino maggiore. Solo negli Stati Uniti, tre album della band hanno conquistato il disco di platino, altri tre il disco d'oro e la band ha visto il debutto di sei dei suoi album in top ten, di cui due direttamente al primo posto. Manson fece da produttore per i Jack Off Jill. Aiutò la band a farsi un nome e produsse gran parte dei loro primi lavori, suonando anche la chitarra nel brano My Cat e permettendo alla band di aprire molti dei concerti dei Marilyn Manson nella Florida del Sud.
Scrisse inoltre per loro le note del disco Humid Teenage Mediocrity 1992–1996, una collezione delle prime registrazioni dei Jack Off Jill. Manson apparve come ospite nel disco Flesh of My Flesh, Blood of My Blood di DMX e in 2000 Years of Human Error dei Godhead, unico disco pubblicato dalla Posthuman Records, etichetta fondata dallo stesso Manson, e fece un cameo nel videoclip di Eminem The Way I Am, nel periodo in cui il cantante venne accusato insieme alla sua band di essere il responsabile per il massacro della Columbine High School (il rapper, nella canzone, scrive: "When a dude's getting bullied and shoots up his school and they blame it on Marilyn", ossia "Quando un ragazzo è vittima di bullismo e spara nella sua scuola e danno la colpa a Marilyn").

### Film e televisione
Manson debuttò nel mondo del cinema nel 1997, come attore nel film Strade perdute di David Lynch, nel quale interpretava un attore pornografico. Da allora ha fatto varie comparse e camei in film come Party Monster, Amiche cattive di Rose McGowan (ex fidanzata di Manson), Ingannevole è il cuore più di ogni cosa di Asia Argento (nella versione italiana è doppiato dall'allora di lei compagno Morgan), La setta delle tenebre e altri. Nel 2002 fu intervistato da Michael Moore nel documentario politico Bowling a Columbine riguardo alle possibili motivazioni dietro al massacro della Columbine High School e le accuse secondo le quali la sua musica avrebbe in qualche modo causato la tragedia. È inoltre apparso in versione cartone animato in Clone High e I Griffin, e ha partecipato a molti episodi della serie di MTV Celebrity Deathmatch, diventando campione non ufficiale e mascotte dello show; diede lui stesso la voce alla versione di sé stesso in plastilina e realizzò il brano Astonishing Panorama of the Endtimes per la colonna sonora del programma.
Nel mese di luglio 2005, Manson dichiarò a Rolling Stone che stava spostando la sua attenzione dalla musica al cinema ("Non penso che valga la pena di mettere musica al mondo ora come ora. Non voglio fare arte che altre persone, in particolare le compagnie discografiche, stanno tramutando in un prodotto. Voglio solo fare arte"). Si dice che Johnny Depp si ispirò a Manson per il personaggio di Willy Wonka nel film La fabbrica di cioccolato. Lo stesso Manson si espresse interessato nell'interpretare il ruolo di Willy Wonka nel film. Manson interpreterà inoltre il cantante death metal Lars, frontman della fittizia band omonima, nel film Splatter Sisters di Adam Bhala Lough, per il quale realizzerà anche una colonna sonora originale.
Nel corso della settima e ultima stagione della serie tv "Sons of Anarchy", Marilyn Manson ha avuto un importante ruolo da guest star, ovvero quello del prigioniero Ron Tully, con il quale Jax Teller, presidente dei SAMCRO, ha avuto a che fare per evitare tensioni tra i vari club.

## Contributi artistici

### Phantasmagoria: The Visions of Lewis Carroll
Dal 2004 Manson ha lavorato al suo primo progetto cinematografico, Phantasmagoria: The Visions of Lewis Carroll, un film horror fantasy basato sulla vita e le idee visionarie dello scrittore Lewis Carroll, autore di Alice nel paese delle meraviglie. Annunciato inizialmente come un'uscita limitata al web, si decise in seguito di distribuire il film anche alle sale cinematografiche, impiegando un budget stimato intorno ai 4,2 milioni di dollari fornito dalla Wild Bunch, con una data d'uscita fissata a metà 2007. Il film avrebbe segnato il debutto alla regia del cantante, il quale avrebbe inoltre vestito i panni di Carroll. Per la realizzazione della colonna sonora, Manson si sarebbe avvalso di musiche originali e alcuni suoi brani inediti al pubblico.
Nel cast artistico figuravano Lily Cole come Alice, e Tilda Swinton e Evan Rachel Wood. Per convincere la Wild Bunch a finanziare il film, Manson realizzò un trailer promozionale di proprio pugno nel quale veniva grosso modo interpretato il disegno mentale che il cantante aveva in mente di trasporre su pellicola. La produzione del film è stata posticipata più volte fino alla fine del tour di Eat Me, Drink Me. Nel settembre 2010, visto che nessuna casa di distribuzione si dimostrò interessata al film, anche dopo aver reso pubblico il trailer grezzo per ricercare ulteriori possibili investitori, la produzione fu interrotta. In ogni caso, il co-sceneggiatore Anthony Silva dichiarò durante un'intervista che il progetto è ancora acceso, e che le voci secondo le quali sarebbe stato accantonato sono solo un mito. Successivamente nel 2014 Manson annuncia sulla propria pagina Facebook che il progetto Phantasmagoria è di nuovo in produzione e si definisce entusiasta di poter recitare lui stesso nei panni di Lewis Carrol.

### Pittura
Manson dichiarò nel 2004, in un'intervista rilasciata alla rivista i-D magazine, di aver cominciato a dipingere acquerelli nel 1999, quando realizzò schizzi in cinque minuti e li vendette a spacciatori di droga. Tra il 13 e il 14 settembre 2002 si tenne la sua prima esposizione, intitolata The Golden Age of Grotesque, presso il Los Angeles Contemporary Exhibitions Centre.
Il 14 e 15 settembre 2004, Manson tenne una seconda mostra, la prima notte a Parigi e la seconda a Berlino. La mostra era intitolata Trismegistus, nome da lui attribuito al dipinto centrale dell'intera collezione (un grande Cristo con tre teste dipinto su un pannello di legno antico preso da un tavolo da imbalsamazione). Manson denominò il suo movimento artistico Celebritarian Corporation. Coniò uno slogan per il movimento: "We will sell our shadow to those who stand within it" (traduzione approssimativa: "Venderemo la nostra ombra a quelli che ci stanno dentro"). Nel 2005 disse che la Celebritarian Corporation è stata "in incubazione per sette anni": se corretto, indicherebbe che il movimento, in qualche modo, è cominciato nel 1998.
Celebritarian Corporation è anche il nome di una galleria d'arte appartenente allo stesso Manson, chiamata Celebritarian Corporation Gallery of Fine Art, situata a Los Angeles e inaugurata con la terza mostra di Manson. Dal 2 al 17 aprile 2007, i suoi lavori più recenti sono stati protagonisti di una mostra allo Space 39 Modern & Contemporary in Florida. 40 opere di questa mostra sono poi state trasportate in Germania, alla Gallery Brigitte Schenk di Colonia per un'esposizione pubblica tenutasi dal 28 giugno al 28 luglio 2007. A Manson fu vietato l'accesso al Duomo di Colonia quando era in città aspettando l'inizio della mostra. La causa, disse Manson, era il suo trucco. Nel 2010 è stato protagonista, insieme a David Lynch, di una grande mostra artistica alla Kunsthalle Gallery di Vienna intitolata Genealogies of Pain, durante la quale presentò 20 nuovi dipinti. Nel 2011 ha presentato le sue opere presso l'Antiguo Colegio de San Ildefonso in Messico.

### Videogiochi
La prima apparizione di Manson in un videogioco è avvenuta con il videogioco Celebrity Deathmatch, in cui un Marilyn Manson in "versione pupazzo di plastilina" combatte contro altri personaggi dello spettacolo su un ring: curiosamente, è stato lo stesso cantante a prestare la voce al suo alter ego. La sua canzone "Astonishing Panorama of the Endtimes" è stata usata come colonna sonora di Celebrity Deathmatch. Nel 2005 viene pubblicato il videogioco Area 51, Manson dà voce ad Edgar, un alieno grigio.
Il suo brano Cruci-Fiction in Space ha fatto da colonna sonora per uno spot televisivo del videogioco The Darkness. Il brano Use Your Fist and Not Your Mouth è stato impiegato come sottofondo per i titoli di coda dei videogiochi Cold Fear e Spawn: Armageddon, mentre il brano The Beautiful people è stato usato nel videogioco Smackdown: Shut Your Mouth. Il brano Four Rusted Horses vanta una versione alternativa che è stata utilizzata nei trailer del videogioco F.3.A.R.. Un remix del brano Tainted Love appare nel trailer del videogioco Need for Speed: Hot Pursuit e nel trailer di Twisted Metal.

### Beneficenza

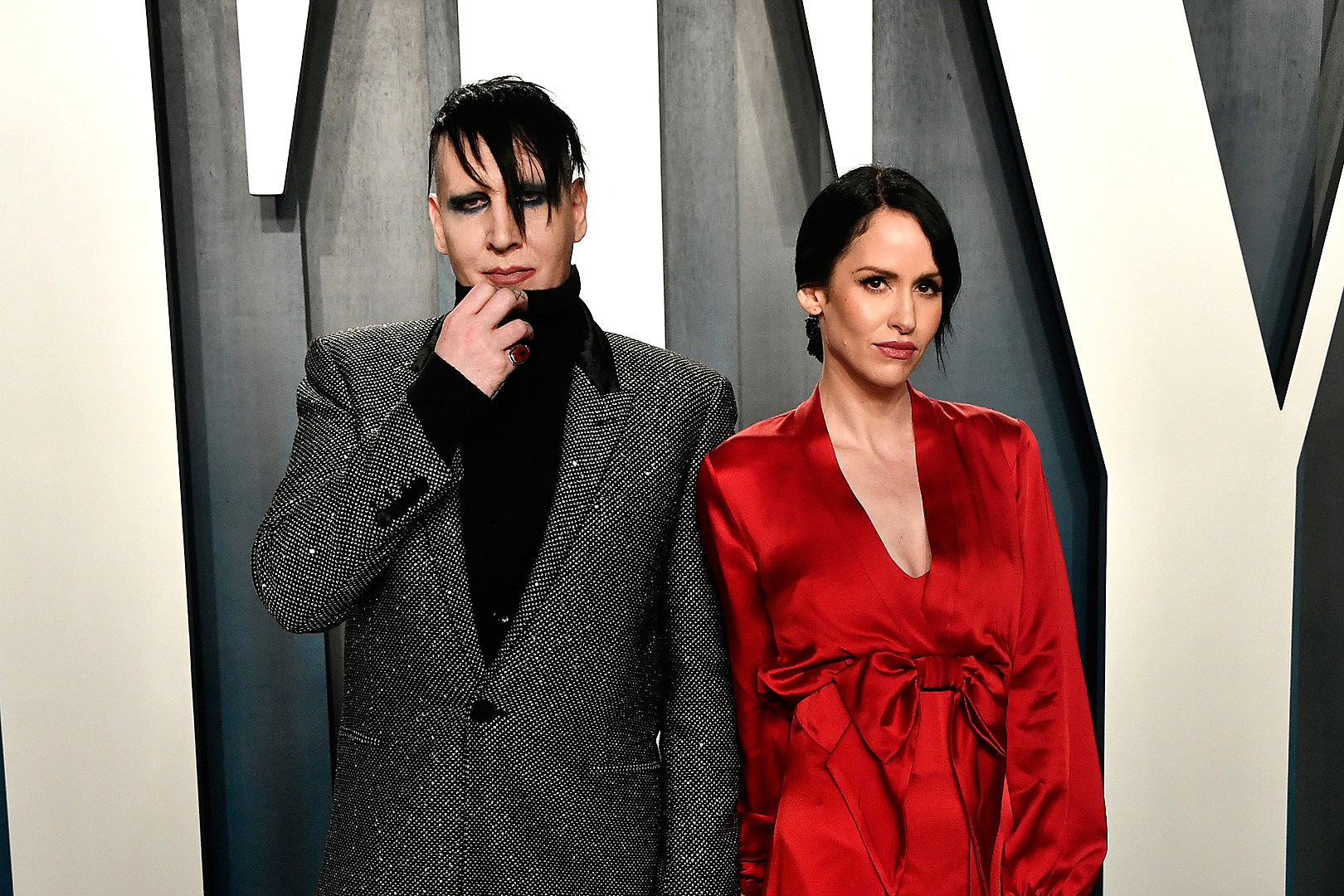
Manson e la moglie Lindsay Usich nel 2020

Manson è impegnato in cause di beneficenza.
- Nel 2002 ha collaborato con la Fondazione Make-A-Wish per donare dei fondi ad un ragazzo sedicenne del Tennessee, Andrew Baines, affetto da una grave malattia. Il sogno di Andrew era quello di essere il cantante di una grande rock band, Manson ha invitato Andrew in studio il 27 agosto 2002 per farlo collaborare all'album allora imminente, The Golden Age of Grotesque.
- Nel gennaio 2006 ha regalato alla fondazione "Little Kids Rock" una chitarra dipinta a mano da Six-String Masterpieces-The Dimebag Darrell. La chitarra è stata venduta dalla fondazione ed ha permesso di raccogliere 6250 dollari; per ogni 100 dollari raccolti, la Little Kids Rock ha donato uno strumento musicale e dato lezioni ad un bambino che non poteva permetterselo.
- Nel 2006, Manson è diventato un benefattore del Progetto Nightlight, una fondazione di Los Angeles che utilizza cortometraggi, musica e abbigliamento per dare sostegno ad adolescenti che hanno subito abusi sessuali e fisici. Manson ha offerto al Progetto Nightlight uno stand in apertura della sua galleria d'arte e nell'aprile 2007 ha donato una litografia del suo dipinto The Eve of Destruction.
- Nel dicembre 2007 - dopo aver suonato e firmato una chitarra Gibson in un live in Belgio - ha donato la chitarra al "Music for Life". Lo strumento, venduto poi in un'asta su Ebay, ha permesso la raccolta di 3000 dollari utilizzati per dare assistenza sanitaria in Africa.

## Altre attività

### Commercio, pubblicità e religione

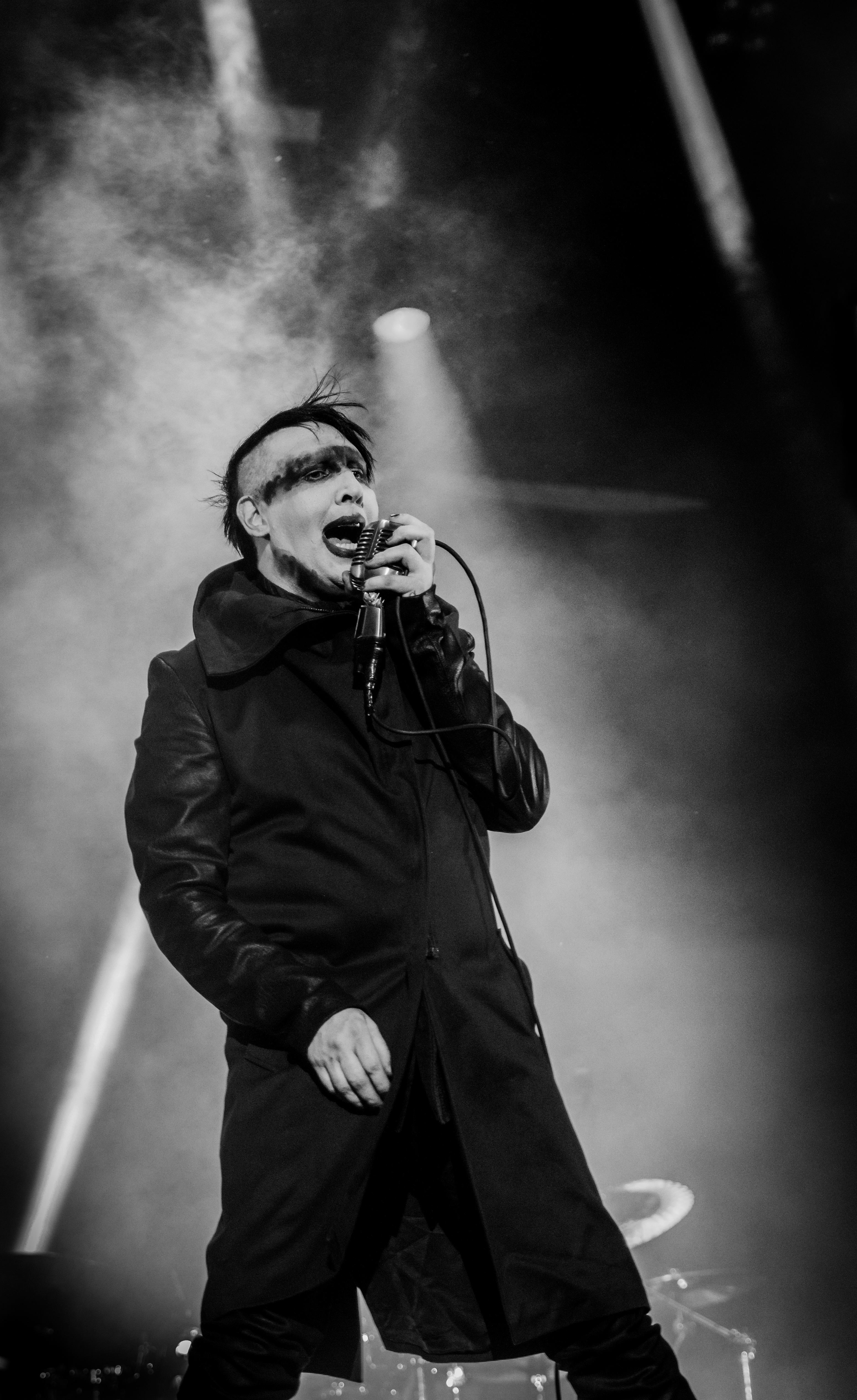
Marilyn Manson al Rock am Ring 2015

Manson ha lanciato Mansinthe, la sua personale marca di assenzio prodotto in Svizzera, che si è piazzato al secondo posto, dietro solo al Versinthe, in una top 5 degli assenzi e ha vinto una medaglia d'oro alla World Spirits Competition 2008 di San Francisco. Prima della realizzazione del prodotto, Manson ha detto: "Spero che esca per Natale in modo che i genitori lo possano regalare ai propri figli".
Manson ha voluto occuparsi personalmente della scelta degli ingredienti, della distillazione e anche dell'etichetta della bottiglia, che raffigura uno dei suoi dipinti, When I Get Old I Would Like a Drink, il quale mostra un uomo calvo di colore verde davanti a un bicchiere di assenzio. Per un breve periodo di tempo, successivamente alla pubblicazione dell'omonimo album, è stata messa in commercio una bevanda energetica chiamata Eat Me, Drink Me, la bevanda fu creata dalla Boston America Co., ed era venduta al prezzo di 2,99 dollari a lattina. Attualmente è fuori produzione.
Nel 2012, il suo brano Doll-Dagga Buzz-Buzz Ziggety-Zag è stato utilizzato da Citroen in uno spot televisivo nazionale per pubblicizzare la Citroën DS5.
Nel 1994 ricevette una chiamata: "Il dottore le vuole parlare" e Warner rispose che a qualsiasi ora di qualsiasi giorno sarebbe stato disponibile. Il "dottore" era Anton LaVey, fondatore della Chiesa di Satana. Con LaVey nacque anche uno dei soprannomi di Manson, Reverendo: LaVey, dopo aver conosciuto abbastanza bene Brian, decise di donargli la tessera della Chiesa di Satana e di nominarlo appunto reverendo della medesima.
A questo proposito, in un'intervista Manson ha affermato: "Non sono mai stato e non sarò mai un adoratore di Satana, per il semplice fatto che il diavolo non esiste. Il satanismo è l'adorazione di noi stessi, responsabili del nostro bene e del nostro male". Successivamente l'artista ha lasciato la Chiesa di Satana. Manson ha dichiarato in varie interviste che l'unico momento in cui si strucca, rimuovendo la cipria bianca, è quando si deve radere il viso, la indossa anche quando dorme, anche se di recente (dal 2012 in poi) lo si è visto spesso in pubblico struccato. Dal 2012 Brian non indossa più la famosa lente a contatto bianca all'occhio sinistro.
Dopo la dichiarazione di Manson ai media secondo la quale indosserebbe pantaloni di pelle neri per 24 ore al giorno, l'associazione a favore dei diritti degli animali PETA ha inserito Manson nella sua classifica delle "Celebrità peggio vestite del 2008". Nel settembre del 2012 appare online una lettera di Charles Manson indirizzata a Marilyn Manson. Difficile comprendere il soggetto del messaggio, anche a causa dello stile molto personale di comunicare di Charles Manson. Ad oggi non si sa di alcuna replica della rockstar alla curiosa missiva.

### Progetti non portati a termine
Brian spesso durante varie interviste ha fatto riferimento a progetti che ha in mente per il futuro, tra questi c'è la realizzazione di una linea di cosmetici, ha infatti affermato: «Chi se non uno come me che si trucca da sempre è la persona adatta a fondare una linea di cosmetici?» Brian nel 2000, prima che venisse pubblicato l'album Holy Wood, ha parlato spesso di un libro di cui lui sarebbe l'autore. Il libro in questione sarebbe una sorta di romanzo omonimo all'album che sarebbe stato pubblicato proprio in contemporanea con l'uscita di questo; ne è stato anche pubblicato un intero capitolo leggibile sul web, ma anche questo è un progetto che non ha mai visto la luce.
Di recente il cantante ha affermato che il libro è stato concluso ma per ora non può essere pubblicato perché contiene materiale che contrasterebbe con vari marchi pubblicitari. Altro progetto non portato a termine è il film Phantasmagoria: The Visions of Lewis Carroll, annunciato nel 2004 e concepito come una rivisitazione del romanzo Le avventure di Alice nel Paese delle Meraviglie in chiave horror. Il cantante ha stanziato svariati milioni di dollari per la realizzazione del film ed ha girato alcune scene, che sono state pubblicate in rete e sono tuttora visibili, ma anche di questo progetto non si ha più notizia.

## Discografia
- 1994 – Portrait of an American Family
- 1996 – Antichrist Superstar
- 1998 – Mechanical Animals
- 2000 – Holy Wood (In the Shadow of the Valley of Death)
- 2003 – The Golden Age of Grotesque
- 2007 – Eat Me, Drink Me
- 2009 – The High End of Low
- 2012 – Born Villain
- 2015 – The Pale Emperor
- 2017 – Heaven Upside Down
- 2020 – We Are Chaos
- 2024 – One Assassination Under God - Chapter 1

## Tour
- Portrait of an American Family (1994–95)
- Smells Like Children Tour (1995–1996)
- Dead to the World Tour (1996–97)
- Mechanical Animals Tour (1998–99)
- Beautiful Monsters Tour (1999)
- Rock Is Dead Tour (1999)
- Guns, God and Government Tour (2000–01)
- Grotesk Burlesk Tour (2003–04)
- Against All Gods Tour (2004–05)
- Rape of the World Tour (2007–08)
- The High End of Low Tour (2009)
- Hey Cruel World... Tour/Twins of Evil Tour/Masters of Madness Tour (2012–13)
- The Hell Not Hallelujah Tour/The End Times Tour (2015)
- Heaven Upside Down Tour/Twins of Evil: The Second Coming Tour/Twins of Evil: Hell Never Dies Tour (2017–19)

## Riconoscimenti
| Anno | Nomination                           | Premio                           | Risultato   |
| ---- | ------------------------------------ | -------------------------------- | ----------- |
| 1999 | The Dope Show                        | Best Hard Rock Performance       | Candidato/a |
| 2001 | Astonishing Panorama of the Endtimes | Best Metal Performance           | Candidato/a |
| 2004 | mOBSCENE                             | Best Metal Performance           | Candidato/a |
| 2013 | No Reflection                        | Best Hard Rock/Metal Performance | Candidato/a |

| Anno | Nomination                     | Premio                         | Risultato       |
| ---- | ------------------------------ | ------------------------------ | --------------- |
| 1996 | Sweet Dreams(Are Made of This) | Best Hard Rock Video           | Candidato/a     |
| 1997 | The Beautiful People           | Best Hard Rock Video           | Candidato/a     |
| 1999 | The Dope Show                  | Best Cinematography in a Video | Vincitore/trice |

## Filmografia

### Attore

#### Cinema
- Strade perdute (Lost Highway), regia di David Lynch (1997)
- Amiche cattive (Jawbreaker), regia di Darren Stein (1999)
- Bowling a Columbine (Bowling for Columbine), regia di Michael Moore (2002)
- Beat the Devil, regia di Tony Scott (2003) – cortometraggio
- Party Monster, regia di Fenton Bailey e Randy Barbato (2003)
- Ingannevole è il cuore più di ogni cosa (The Heart Is Deceitful Above All Things), regia di Asia Argento (2004)
- La setta delle tenebre (Rise: Blood Hunter), regia di Sebastian Gutierrez (2007)
- Wrong Cops, regia di Mr. Oizo (2013)
- Let Me Make You a Martyr, regia di Corey Asraf (2015)

#### Televisione
- Tim and Eric Awesome Show, Great Job! - serie TV, episodio 5x05 (2010)
- Californication - serie TV, episodio 6x07 (2013)
- Eastbound & Down - serie TV, episodio 4x06 (2013)
- C'era una volta (Once Upon a Time) - serie TV, episodio 3x08 (2013)
- Sons of Anarchy - serie TV, 6 episodi (2014)
- Salem - serie TV, 6 episodi (2016-2017)
- The New Pope - serie TV, episodio 1x04 (2020)
- American Gods - serie TV, episodi 3x01, 3x04 (2020)

#### Videoclip
- Strada per l'inferno (Beat the Devil), regia di Tony Scott (2002) - cortometraggio
- Born Villain, regia di Shia LaBeouf (2011) - cortometraggio
- Wrong Cops: Chapter 1, regia di Quentin Dupieux (2012) - cortometraggio

### Doppiatore
- Clone High – serie TV, episodio 1x02 (2002)
- The New Mutants, regia di Josh Boone (2020)

## Doppiatori italiani
- Simone Mori in Strada per l'inferno, The New Pope, American Gods
- Morgan in Ingannevole è il cuore più di ogni cosa
- Francesco Pezzulli in Bowling a Columbine
- Christian Iansante in Californication
- Paolo Marchese in C'era una volta
- Roberto Certomà in Sons of Anarchy
- Ambrogio Colombo in Salem

## Libri
- Marilyn Manson e Neil Strauss, La mia lunga strada dall'inferno, traduzione di Ira Rubini, Sperling & Kupfer (collana Musica), 2003,  pp. 249 p., ill.. ISBN 0-06-039258-4.
- Holy Wood. New York: HarperCollins divisione ReganBooks, inedito.
- Genealogies of Pain. Norimberga: Verlag für moderne Kunst Nürnberg, 2011 ISBN 3-86984-129-X.
- Campaign. Calabasas: Grassy Slope Incorporated, 2011 ISBN B-00-5J24ZH-S.